# Асадов, Али Идаят оглы
Али Хидаят оглы Асадов (азерб. Əli Hidayət oğlu Əsədov; в русской традиции также Али́ Хидая́тович Аса́дов; род. 30 ноября 1956, Баку, Азербайджанская ССР, СССР) — азербайджанский политический и государственный деятель, премьер-министр Азербайджана с 8 октября 2019 года.

## Биография
Али Асадов родился 30 ноября 1956 года в городе Баку. В 1974 году окончил бакинскую среднюю школу № 134. Поступил в Московский институт народного хозяйства, который окончил в 1978 году. В 1978—1980 годах находился на военной службе в Советской Армии.

### Карьера и государственная деятельность
В 1980 году стал работать главным лаборантом в Институте экономики Академии наук Азербайджанской ССР. В 1989—1995 годах был доцентом и заведующим кафедрой в Бакинском институте социального управления и политологии.
В 1995—2000 годах был избран депутатом Милли меджлиса Азербайджана.
17 апреля 1998 года назначен помощником президента Азербайджана по экономическим вопросам. Распоряжением президента АР от 29 ноября 2012 года назначен заместителем главы Администрации Президента Азербайджана.
8 октября 2019 года по согласию Национального собрания Азербайджанской Республики назначен на должность премьер-министра Азербайджанской Республики.

## Награды
- Орден «За службу Отечеству» 2 степени (22 июня 2012 года)[6];
- Орден «За службу Отечеству» 1 степени (30 ноября 2016 года) — за многолетнюю плодотворную деятельность на государственной службе в Азербайджанской Республике[7][8].